# Вольно-Весёлый
Во́льно-Весёлый — хутор в Гиагинском районе Республики Адыгея. Входит в Дондуковское сельское поселение.

## География
Хутор расположен в восточной части Гиагинского района, на левом берегу реки Грязнуха. Находится в 8 км к западу от центра сельского поселение — станицы Дондуковская, в 18 км к северо-востоку от районного центра — станицы Гиагинская и в 38 км к северо-востоку от города Майкоп.
К югу от населённого пункта находится железнодорожная станция Вольно-Весёлая, функционирующая на железнодорожной ветке Армавир—Туапсе Северо-Кавказской железной дороги.
Площадь территории хутора составляет — 0,79 км2, на которые приходятся 0,62 % от общей площади сельского поселения.
Ближайшие населённые пункты: Дондуковская на востоке, Красный Хлебороб на юго-западе и Семёно-Макаренский на северо-западе.
Населённый пункт расположен на Закубанской наклонной равнине, в переходной от равнинной в предгорную зоне республики. Средние высоты на территории хутора составляют около 133 метров над уровнем моря. Рельеф местности представляет собой в основном предгорные волнистые равнины, с различными холмисто-бугристыми и курганными возвышенностями и с общим уклоном с юго-запада на северо-восток. Долины рек изрезаны балками и понижениями.
Гидрографическая сеть в основном представлена рекой Грязнуха. в долине которой имеются различные запруды.
Климат мягкий умеренный, с жарким летом и прохладной зимой. Среднегодовая температура воздуха положительная и составляет около +11,5°С. Среднемесячная температура воздуха в июле достигает +23,0°С. Среднемесячная температура января составляет около 0°С. Среднегодовое количество осадков составляет около 720 мм. Основная часть осадков выпадает в период с мая по июль.

## История
Хутор был основан в 1924 году, переселенцами из центральных губерний России. Своё название новый населённый пункт получил от первых двух улиц хутора — Вольная и Весёлая.

## Население
| 2002 | 2010 | 2013 | 2014 | 2015 | 2016 | 2017 |
| ---- | ---- | ---- | ---- | ---- | ---- | ---- |
| 149  | ↘84  | ↘79  | ↘75  | ↘74  | ↗77  | ↘73  |
| 2018 | 2019 | 2020 | 2021 | 2023 | 2024 |      |
| ↘72  | ↘70  | ↘63  | ↗89  | ↗95  | →95  |      |

Плотность — 120.25 чел./км2.
Национальный состав
По данным Всероссийской переписи населения 2010 года:
| Народ   | Численность, чел. | Доля от всего населения, % |
| ------- | ----------------- | -------------------------- |
| русские | 81                | 96,4 %                     |
| другие  | 3                 | 3,6 %                      |
| всего   | 84                | 100 %                      |

Мужчины — 44 человек (52,4 %). Женщины — 40 человек (47,6 %).

## Инфраструктура
В хуторе функционирует фельдшерско-акушерский пункт (ФАП). Другие объекты социальной инфраструктуры (школа, детский сад, дом культуры) расположены в центре сельского поселения — станице Дондуковская.

## Улицы
| Короткая |

| Степная |

| Центральная |